# USS Roper (DD-147)
«Ропер» (англ. USS Roper (DD-147) — військовий корабель, ескадрений міноносець типу «Вікс» військово-морських сил США за часів Другої світової війни.
«Ропер» був закладений 19 березня 1918 року на верфі William Cramp and Sons у Філадельфії, де 17 серпня 1918 року корабель був спущений на воду. 15 лютого 1919 року він увійшов до складу ВМС США.

## Історія служби

### Довоєнний час
Після ходових випробувань поблизу узбережжя Нової Англії «Ропер» відплив на схід у середині червня 1919 року і після зупинок у Понта-Делгада, Гібралтарі та на Мальті 5 липня став на якір у Босфорі. Протягом наступного місяця есмінець підтримував роботу Комісії миру та Комітету допомоги в районі Чорного моря, перевозячи пошту та пасажирів до та з Константинополя, Новоросійська, Батума, Самсуна та Трапезунду. 20 серпня есмінець повернувся у Нью-Йорк, лише щоб знову відплисти через шість днів. Наприкінці місяця він пройшов Панамський канал і вирушив на північ до Сан-Дієго.
«Ропер» залишалася на Західному узбережжі до липня 1921 року. 23 липня він вирушив із Сан-Франциско, щоб нести службу на Азійській станції. 25 серпня 1922 року він повернувся до Каліфорнії. Пройшовши через Нагасакі, Мідвей і Перл-Гарбор, есмінець 13 жовтня прибув до Сан-Франциско. 14 грудня 1922 року корабель був виведений з експлуатації і став на причал Тихоокеанського резервного флоту.
18 березня 1930 року «Ропер» відновив службу в Тихому океані. Діючи в основному в районі південної Каліфорнії, у складі активних і змінних резервних ескадр, протягом наступних семи років він діяв у зоні Панами, на Гаваях і в Карибському морі для вирішення проблем флоту та маневрів у 1931, 1933, 1935 і 1936 роках. Протягом 1933 року лейтенант молодшого рангу Роберт Гайнлайн, який пізніше здобуде популярність як письменник-фантаст, служив на борту «Ропера».
У лютому 1937 року «Ропер» покинув Каліфорнію і, пройшовши Панамський канал, приєднався до Атлантичного флоту. Протягом решти року, до 1938 року та до 1939 року, есмінець залучався до навчань в основному біля узбережжя Середньої Атлантики та, протягом частини кожного року, у Карибському морі. У листопаді 1939 року, після початку Другої світової війни в Європі, його перевели з Норфолка до Кі-Веста, Флорида, звідки корабель патрулював Юкатанську і Флоридську протоки. У грудні ескадрений міноносець повернувся в Норфолк.

### Друга світова війна
«Ропер» був одним із кількох кораблів, які рятували вцілілих із SS City of New York, затопленого U-160. Через місяць, у ніч з 13 на 14 квітня, він встановив контакт із підводним човном, що сплив на поверхню, біля узбережжя Північної Кароліни. Наступна погоня закінчилася потопленням артилерійським вогнем U-85, німецького підводного човна 7-ї флотилії ПЧ Крігсмаріне. Таким чином «Ропер» став першим кораблем американських ВМС, що потопив німецький підводний човен у Другій світовій війні.
За їхні дії при потопленні U-85 командир дивізіону есмінців Стенлі С. Нортон і капітан «Ропера» капітан-лейтенант Гамільтон В. Хоу були нагороджені Військово-морським хрестом.
29 квітня «Ропер» врятував 14 вцілілих з британського торгового судна Empire Drum, яке було торпедоване і потоплене U-136 п'ятьма днями тому. 1 травня есмінець врятував ще 13 вцілілих з Empire Drum.